# Charang
Charang is een dorpscommissie (Engels: village development committee, afgekort VDC; Nepalees: panchayat) in het midden van Nepal, gelegen in het district Mustang in de Dhawalagiri-zone. Ten tijde van de volkstelling van 2001 had het een inwoneraantal van 661 personen, verspreid over 142 huishoudens; in 2011 waren er nog 452 inwoners, verspreid over 132 huishoudens.

Charang
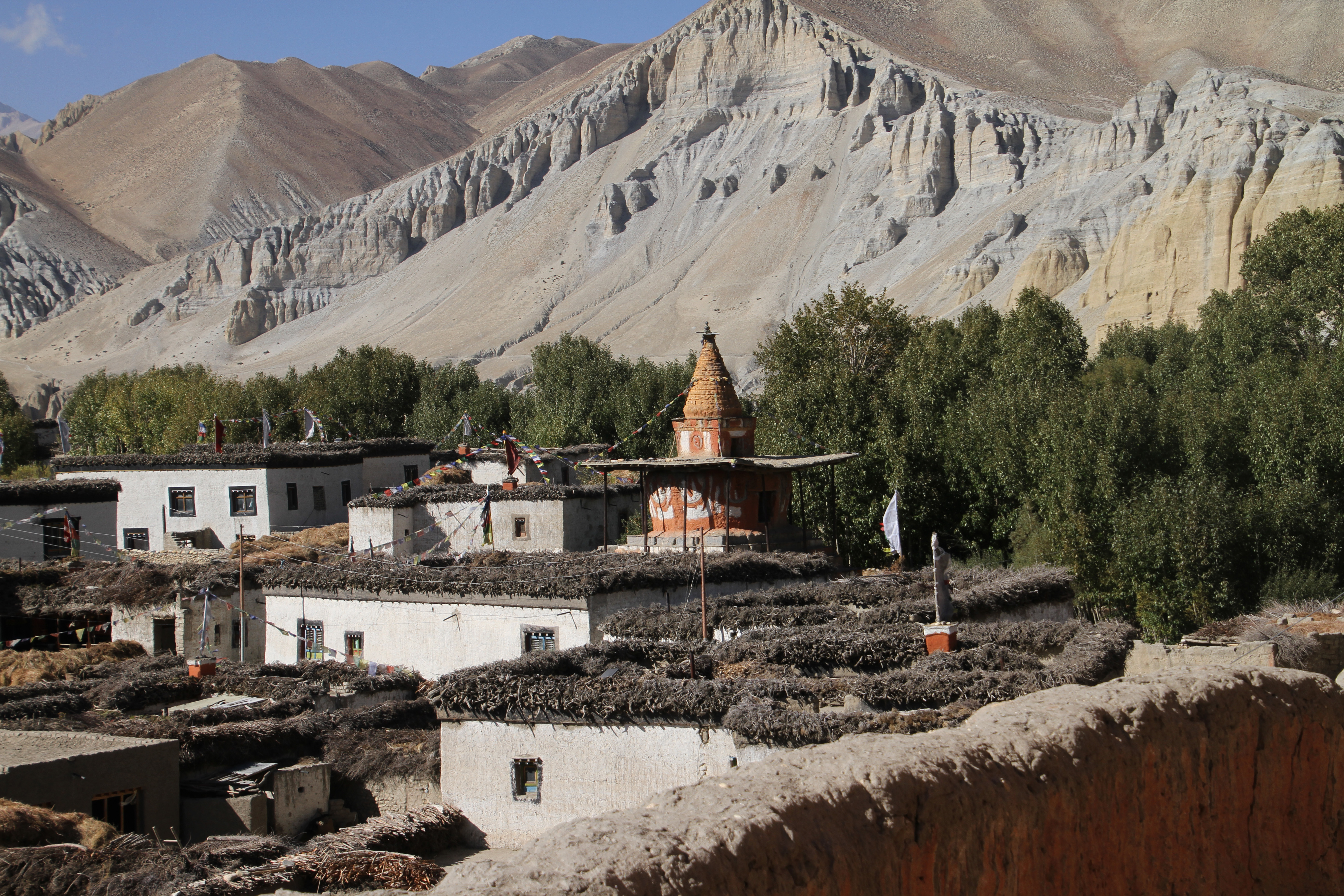
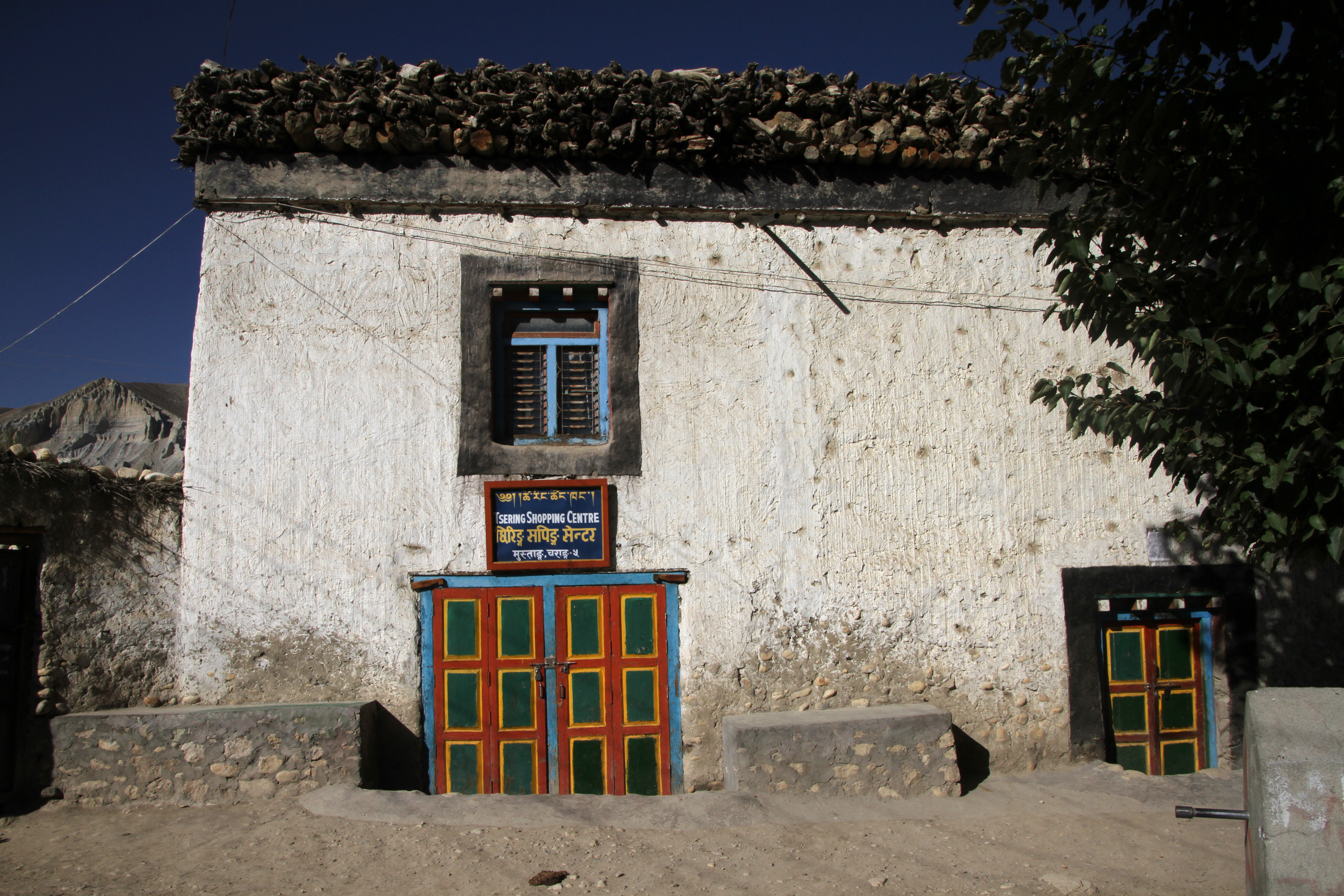
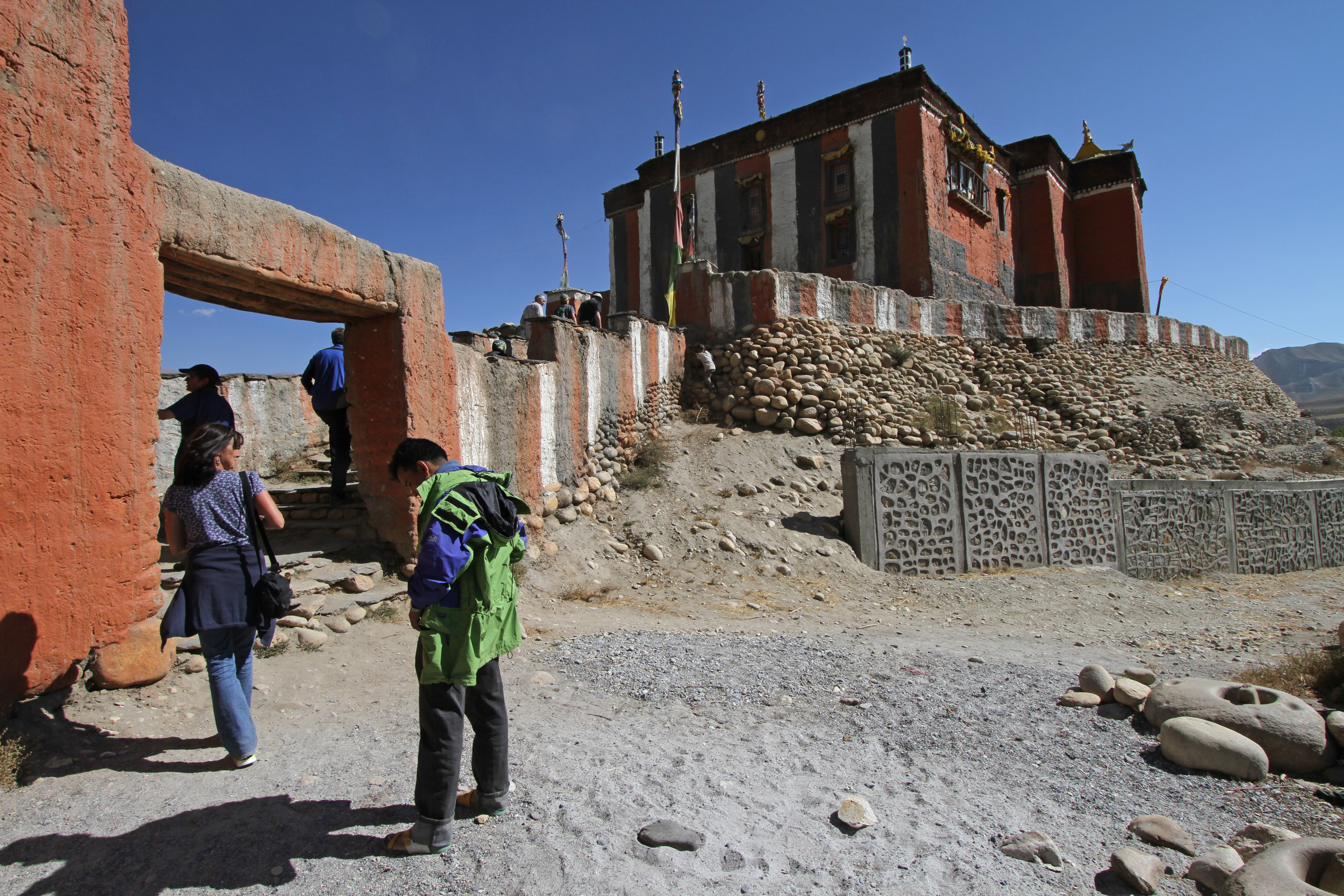
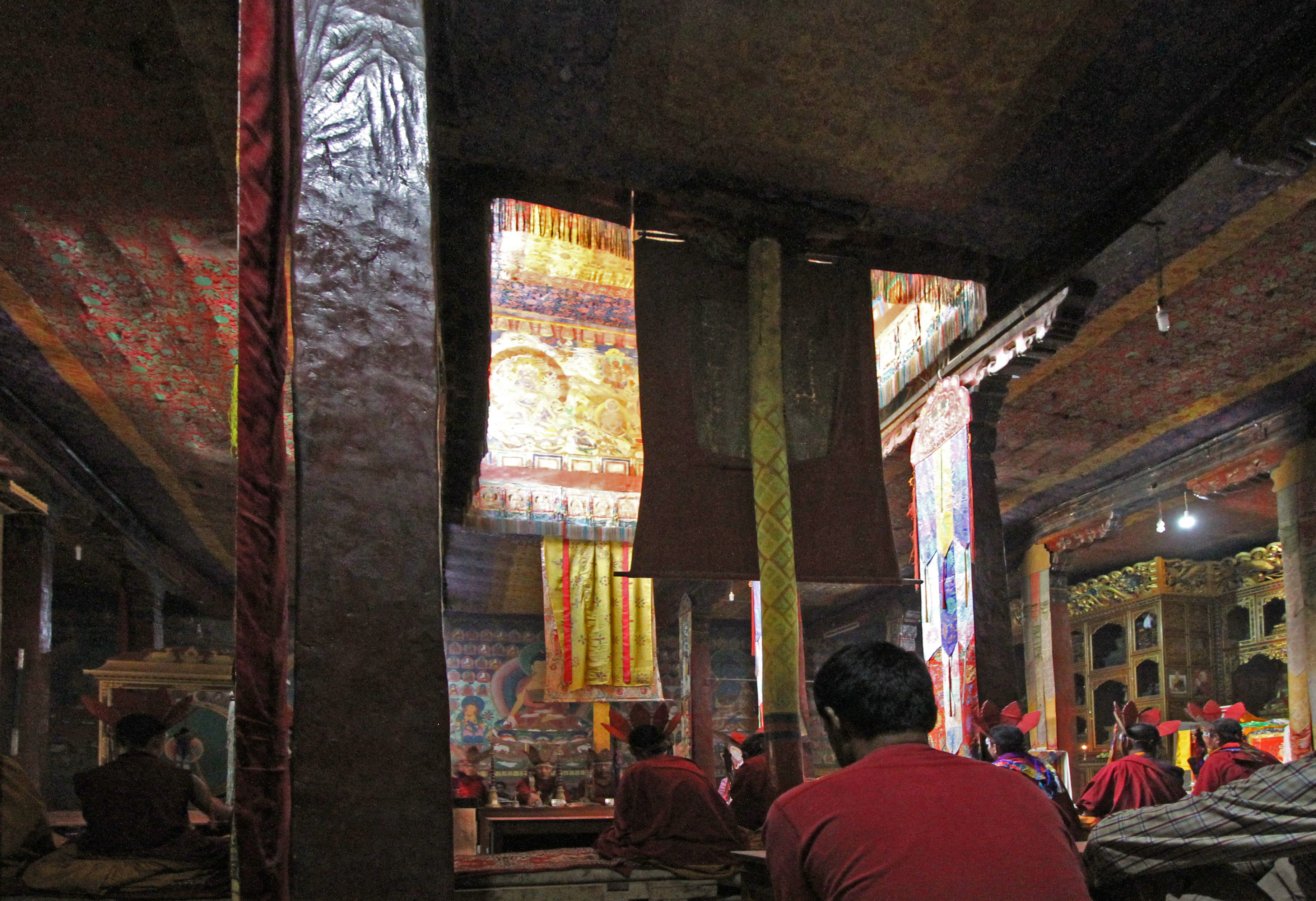
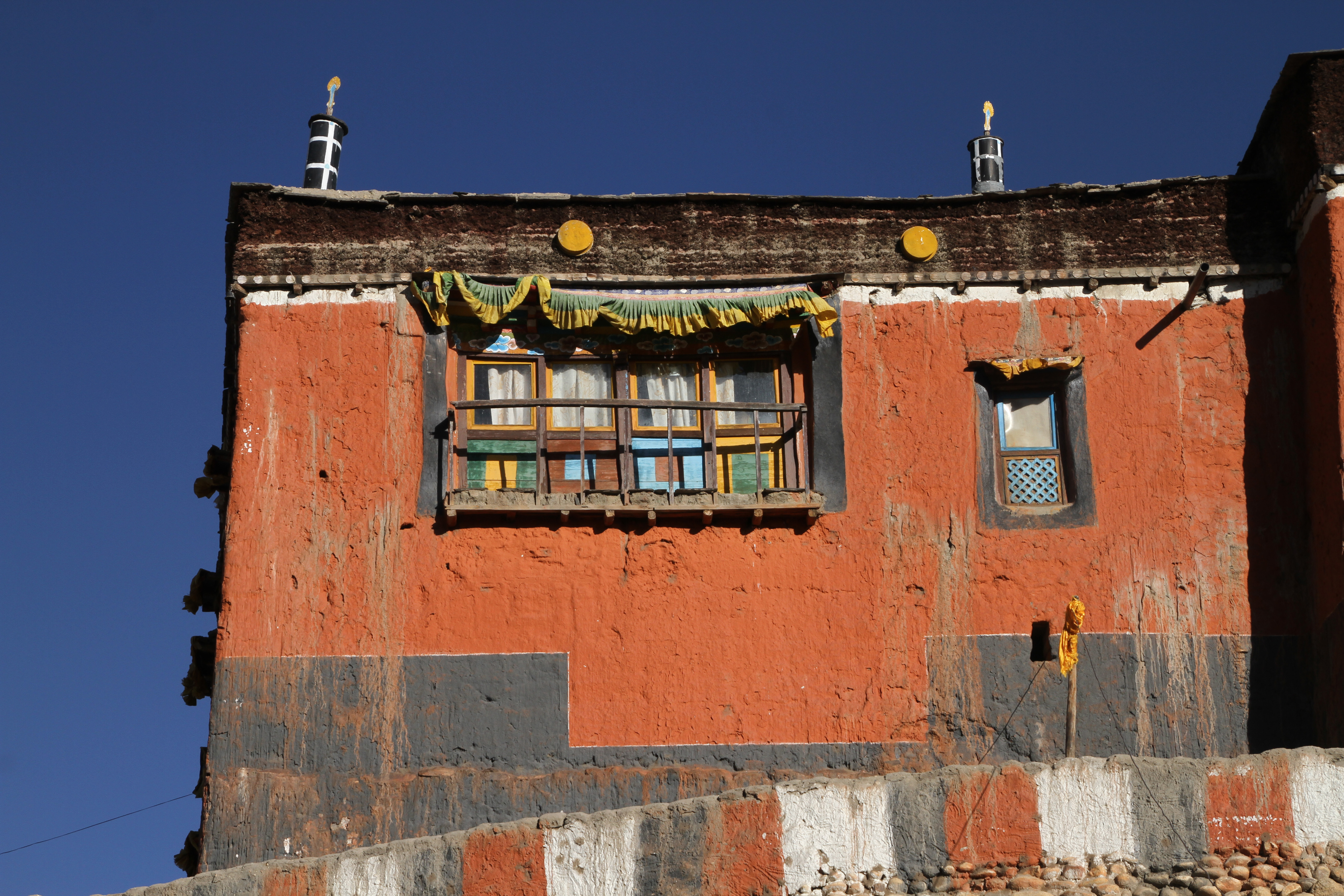
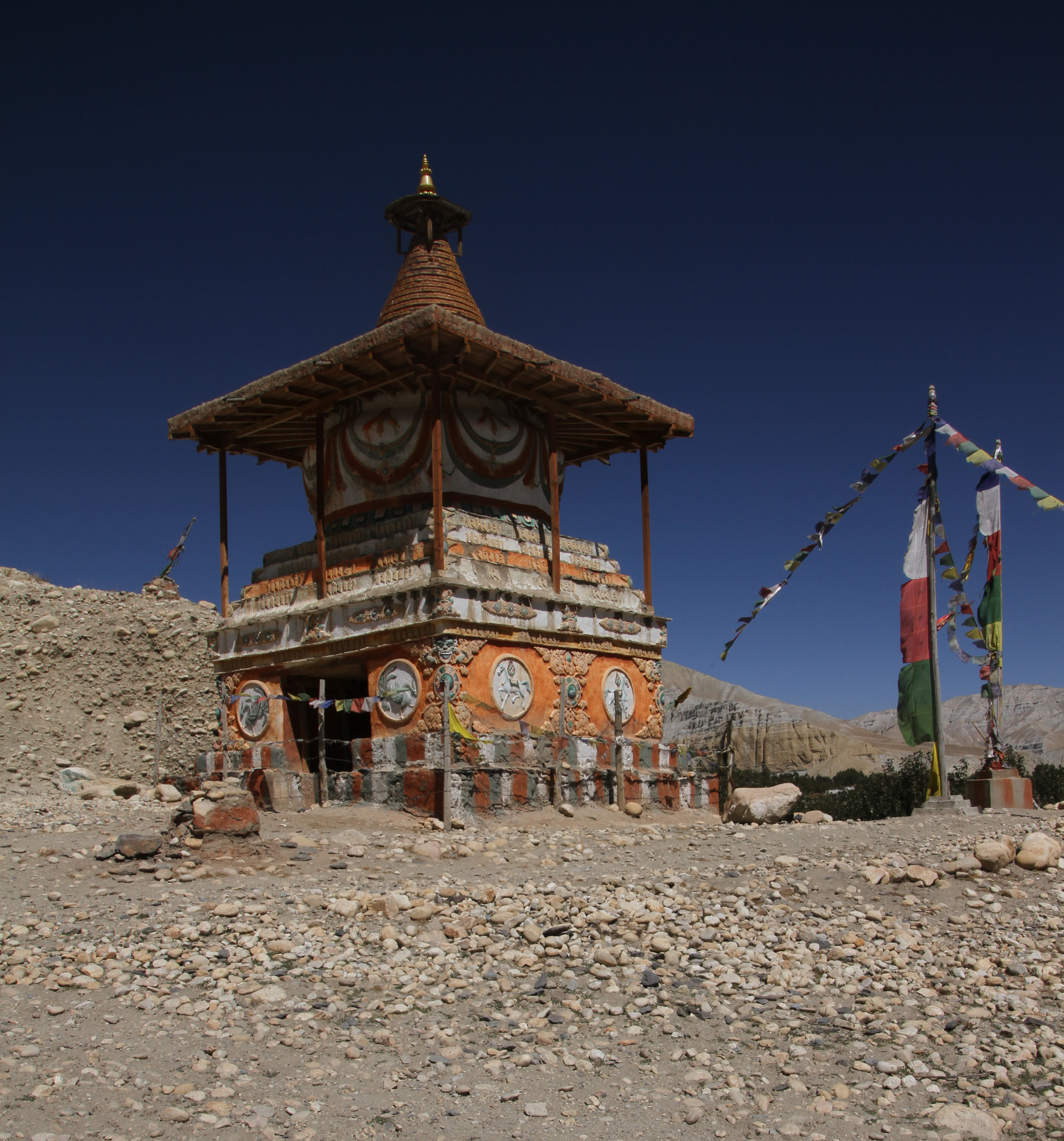
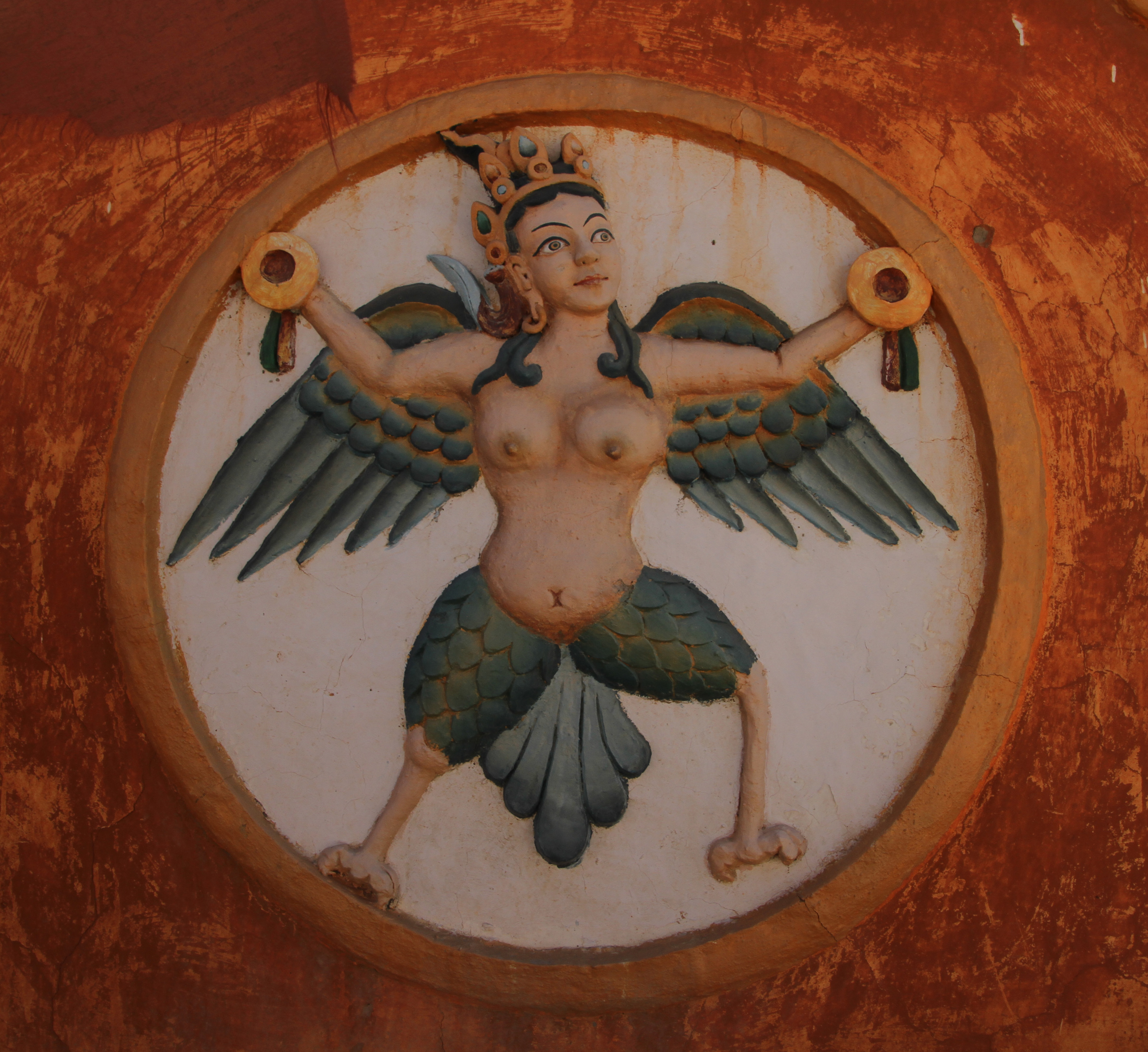
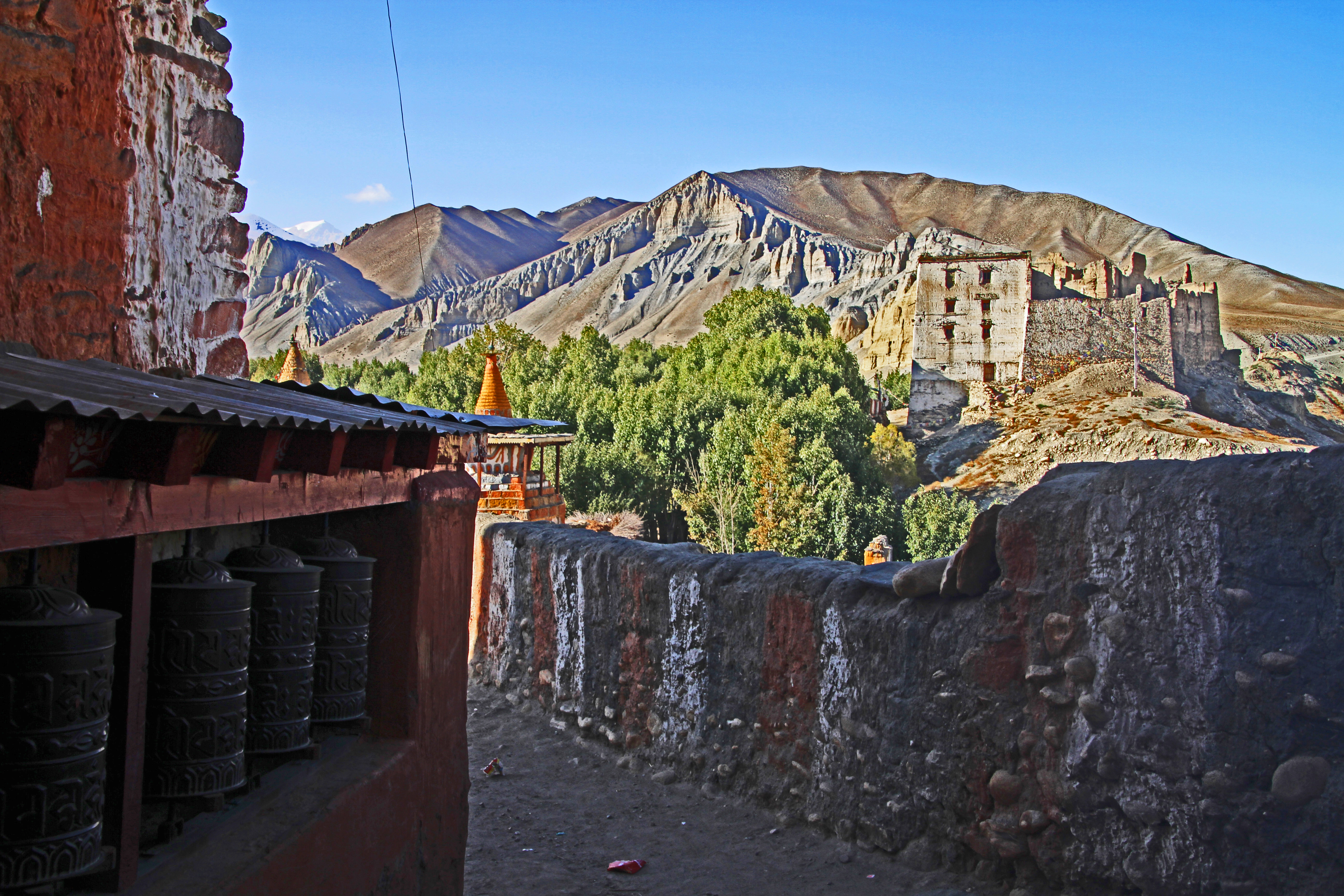